# Wright Flyer II
Wright Flyer II je drugi motorni zrakoplov kojega su 1904. godine izgradili Orville i Wilbur Wright. Projekt Flyera II je bio vrlo sličan originalnom Flyeru iz 1903. godine, s nešto snažnijim motorom i konstrukcijom od bijelog bora umjesto drveta smreke. Promijenjena je i krivina aeroprofila jer su braća Wright smatrala kako će unatoč smanjenom uzgonu postići pozitivan efekt radi smanjenja otpora. S ovim promjenama Flyer II bio je teži oko 90 kg od svog prethodnika. 
Letjelicu su braća Wright testirali na polju Huffman Prairie, nedaleko od Daytona, (Ohio), koje je danas dio "Daytonskog povijesnog nacionalnog parka" i  "Wright-Patterson baze ratnog zrakoplovstva SAD-a". U sezoni 1904. godine avion je letio 105 puta te su u konačnici letovi trajali i do pet minuta. Nekoliko puta uspješno su izvedeni i puni krugovi (prvi uspješni bio je 20. rujna). U rujnu su također povećani prednji elevatori s čime je donekle ispravljen valoviti let i nagli udari u tlo. Za uzlijetanje se, također od rujna, kao pomoć u slučaju vjetra i njegove iznenadne promjene smjera koristio katapult.
Letjelice Flyer II rastavljena je tijekom zime 1904./1905. Sačuvani su lančani prijenosni mehanizam elise i njegovi nosači te motor. Istrošena tkanina, rebra krila i upornice su (prema sjećanju Orvillea) spaljeni u ranim mjesecima 1905. godine a sačuvani dijelovi iskorišteni su na novoj letjelici, Wright Flyer III.